# Christian Gentner
Christian Gentner (Nürtingen, 14 agosto 1985) è un ex calciatore tedesco, di ruolo centrocampista.
Prodotto del vivaio dello Stoccarda e nazionale tedesco Under-20, ha debuttato in Bundesliga con Giovanni Trapattoni, il 20 febbraio 2005.

## Biografia
Il 15 dicembre 2018 suo padre Herbert muore in seguito ad un malore mentre assiste alla partita del figlio contro l'Hertha Berlino nell'area business della Mercedes-Benz Arena, valevole per il 15º turno di campionato.

## Carriera

### Club
Prima di passare allo Stoccarda, il centrocampista centrale ha giocato al Beuren e al Kirchheim.
Nella stagione 2004-2005, ha giocato 28 volte e ha segnato sei volte per la Regionalliga (terza divisione) del VfB Stuttgart. Nella stessa stagione, ha debuttato in Bundesliga contro l'Hertha Berlino il 20 febbraio 2005 (1–0). Ha segnato il suo primo gol in una partita di Coppa UEFA contro il Domzale il 25 settembre 2005.
Nel 2006, il contratto di Gentner a Stoccarda è stato prorogato fino al 2010.
Il 18 luglio 2007, è stato ceduto in prestito al Wolfsburg fino all'estate 2009 e l'11 agosto 2008 Gentner ha firmato un contratto a tempo indeterminato con il Wolfsburg.
L'8 gennaio 2010, Gentner ha annunciato che si sarebbe unito allo Stoccarda alla fine della stagione. Dopo aver concluso il suo contratto con i Wolves, scaduto il 1º luglio 2010, Gentner è tornato a Stoccarda a parametro zero.
Il 6 gennaio 2013, Gentner ha prolungato il suo contratto con lo Stoccarda fino a giugno 2016 con un'opzione per un ulteriore anno. Dopo la partenza di Serdar Taşçı per lo Spartak Mosca, è stato annunciato che Gentner sarà il suo successore come nuovo capitano del club. Nel maggio 2016 Gentner ha prolungato il suo contratto con il VfB Stuttgart fino a giugno 2019.
Il 5 luglio 2019, Gentner ha firmato un contratto con il club Union Berlin.

### Nazionale
Ha partecipato ai Mondiali Under-20 del 2005.
Tra il 2009 ed il 2010 ha invece giocato complessivamente 5 partite con la nazionale maggiore tedesca.

## Statistiche

### Presenze e reti nei club
Statistiche aggiornate al 4 novembre 2020.
| Stagione            | Squadra             | Campionato          | Campionato | Campionato | Coppe nazionali | Coppe nazionali | Coppe nazionali | Coppe europee | Coppe europee | Coppe europee | Altre coppe | Altre coppe | Altre coppe | Totale | Totale |
| Stagione            | Squadra             | Comp                | Pres       | Reti       | Comp            | Pres            | Reti            | Comp          | Pres          | Reti          | Comp        | Pres        | Reti        | Pres   | Reti   |
| ------------------- | ------------------- | ------------------- | ---------- | ---------- | --------------- | --------------- | --------------- | ------------- | ------------- | ------------- | ----------- | ----------- | ----------- | ------ | ------ |
| 2004-2005           | Stoccarda II        | RL                  | 28         | 6          | -               | -               | -               | -             | -             | -             | -           | -           | -           | 28     | 6      |
| 2006-2007           | Stoccarda II        | RL                  | 2          | 0          | -               | -               | -               | -             | -             | -             | -           | -           | -           | 2      | 0      |
| Totale Stoccarda II | Totale Stoccarda II | Totale Stoccarda II | 30         | 6          |                 | -               | -               |               | -             | -             |             | -           | -           | 30     | 6      |
| 2004-2005           | Stoccarda           | BL                  | 1          | 0          | CG              | 0               | 0               | CU            | 1             | 0             | -           | -           | -           | 2      | 0      |
| 2005-2006           | Stoccarda           | BL                  | 23         | 1          | CG+CdL          | 2+2             | 0               | CU            | 6             | 1             | -           | -           | -           | 33     | 2      |
| 2006-2007           | Stoccarda           | BL                  | 15         | 1          | CG              | 1               | 0               | -             | -             | -             | -           | -           | -           | 16     | 1      |
| 2007-2008           | Wolfsburg           | BL                  | 31         | 3          | CG              | 5               | 1               | -             | -             | -             | -           | -           | -           | 36     | 4      |
| 2008-2009           | Wolfsburg           | BL                  | 34         | 4          | CG              | 3               | 1               | CU            | 8             | 1             | -           | -           | -           | 45     | 6      |
| 2009-2010           | Wolfsburg           | BL                  | 34         | 4          | CG              | 2               | 0               | UCL+UEL       | 6+6           | 1+2           | -           | -           | -           | 48     | 7      |
| Totale Wolfsburg    | Totale Wolfsburg    | Totale Wolfsburg    | 99         | 11         |                 | 10              | 2               |               | 20            | 4             |             | -           | -           | 129    | 17     |
| 2010-2011           | Stoccarda           | BL                  | 31         | 5          | CG              | 2               | 0               | UEL           | 9             | 3             | -           | -           | -           | 42     | 8      |
| 2011-2012           | Stoccarda           | BL                  | 28         | 5          | CG              | 4               | 0               | -             | -             | -             | -           | -           | -           | 32     | 5      |
| 2012-2013           | Stoccarda           | BL                  | 34         | 5          | CG              | 6               | 2               | UEL           | 12            | 2             | -           | -           | -           | 52     | 9      |
| 2013-2014           | Stoccarda           | BL                  | 28         | 4          | CG              | 2               | 0               | UEL           | 3             | 1             | -           | -           | -           | 33     | 5      |
| 2014-2015           | Stoccarda           | BL                  | 33         | 5          | CG              | 1               | 0               | -             | -             | -             | -           | -           | -           | 34     | 5      |
| 2015-2016           | Stoccarda           | BL                  | 29         | 5          | CG              | 3               | 0               | -             | -             | -             | -           | -           | -           | 32     | 5      |
| 2016-2017           | Stoccarda           | 2.BL                | 34         | 6          | CG              | 2               | 1               | -             | -             | -             | -           | -           | -           | 36     | 7      |
| 2017-2018           | Stoccarda           | BL                  | 27         | 2          | CG              | 2               | 1               | -             | -             | -             | -           | -           | -           | 29     | 3      |
| 2018-2019           | Stoccarda           | BL                  | 29+2       | 0+1        | CG              | 1               | 0               | -             | -             | -             | -           | -           | -           | 32     | 2      |
| Totale Stoccarda    | Totale Stoccarda    | Totale Stoccarda    | 312+2      | 38+1       |                 | 28              | 4               |               | 31            | 7             |             | -           | -           | 373    | 50     |
| 2019-2020           | Union Berlin        | BL                  | 31         | 3          | CG              | 3               | 1               | -             | -             | -             | -           | -           | -           | 34     | 4      |
| 2020-2021           | Union Berlin        | BL                  | 0          | 0          | CG              | 0               | 0               | -             | -             | -             | -           | -           | -           | 0      | 0      |
| Totale Union Berlin | Totale Union Berlin | Totale Union Berlin | 31         | 3          |                 | 3               | 1               |               | -             | -             |             | -           | -           | 34     | 4      |
| Totale carriera     | Totale carriera     | Totale carriera     | 474        | 59         |                 | 41              | 7               |               | 51            | 11            |             | -           | -           | 566    | 77     |

### Cronologia presenze e reti in nazionale
| Cronologia completa delle presenze e delle reti in nazionale ― Germania | Cronologia completa delle presenze e delle reti in nazionale ― Germania | Cronologia completa delle presenze e delle reti in nazionale ― Germania | Cronologia completa delle presenze e delle reti in nazionale ― Germania | Cronologia completa delle presenze e delle reti in nazionale ― Germania | Cronologia completa delle presenze e delle reti in nazionale ― Germania | Cronologia completa delle presenze e delle reti in nazionale ― Germania | Cronologia completa delle presenze e delle reti in nazionale ― Germania |
| Data                                                                    | Città                                                                   | In casa                                                                 | Risultato                                                               | Ospiti                                                                  | Competizione                                                            | Reti                                                                    | Note                                                                    |
| ----------------------------------------------------------------------- | ----------------------------------------------------------------------- | ----------------------------------------------------------------------- | ----------------------------------------------------------------------- | ----------------------------------------------------------------------- | ----------------------------------------------------------------------- | ----------------------------------------------------------------------- | ----------------------------------------------------------------------- |
| 29-5-2009                                                               | Shanghai                                                                | Cina                                                                    | 1 – 1                                                                   | Germania                                                                | Amichevole                                                              | -                                                                       |                                                                         |
| 2-6-2009                                                                | Dubai                                                                   | Emirati Arabi Uniti                                                     | 2 – 7                                                                   | Germania                                                                | Amichevole                                                              | -                                                                       |                                                                         |
| 5-9-2009                                                                | Leverkusen                                                              | Germania                                                                | 2 – 0                                                                   | Sudafrica                                                               | Amichevole                                                              | -                                                                       | 80’                                                                     |
| 14-10-2009                                                              | Amburgo                                                                 | Germania                                                                | 1 – 1                                                                   | Finlandia                                                               | Qual. Mondiali 2010                                                     | -                                                                       | 46’                                                                     |
| 11-8-2020                                                               | Copenaghen                                                              | Danimarca                                                               | 2 – 2                                                                   | Germania                                                                | Amichevole                                                              | -                                                                       |                                                                         |
| Totale                                                                  |                                                                         | Presenze                                                                | 5                                                                       |                                                                         | Reti                                                                    | 0                                                                       |                                                                         |

## Palmarès

### Club
- Campionato tedesco: 2

Stoccarda: 2006-2007
Wolfsburg: 2008-2009
- Campionato tedesco di seconda divisione: 1

Stoccarda: 2016-2017